# Надвірна (станція)
Надві́рна — проміжна залізнична станція 3-го класу Івано-Франківської дирекції Львівської залізниці на неелектрифікованій лінії Хриплин — Делятин між станціями Тарновиця (8 км) та Делятин (18 км). Розташована в однойменному місті Надвірнянського району Івано-Франківської області.

## Історія
Станція офіційно відкрита 19 липня 1894 року на спорудженій залізничній лінії Станиславів — Вороненка, яка пролягла через Надвірну. У спорудженні залізниці брали участь спеціалісти з Італії, Австрії та Німеччини. У 1894 році будівельники звели станційне приміщення, поряд з яким встановлено збірники для нафтової сировини. Перший поїзд пройшов новозбудованою колією 21 жовтня 1894 року.

## Вокзал
Будівля надвірянського вокзалу увібрала в себе традиції австрійської «вокзальної» архітектури та складається з трьох рівновисоких об'ємів. З центральною прямокутною двоповерхневою частиною зблоковані бічні одноповерхові рамена. Домінування центрального об'єму за розмірами посилює високий напіввальмовий дах. Планувальна характеристика ґрунтується на симетричному розташування основних об'ємів та несемитричному розміщенні внутрішніх приміщень. Декоративне вирішення фасадів обмежуються вертикальними смугами рустування наріжників та плоским ширкоким обрамленням вікон і дверей.

## Пасажирське сполучення
На станції Надвірна щоденно зупиняються приміські поїзди сполученням Івано-Франківськ — Яремче / Ворохта та нічний швидкий поїзд № 143/144 сполученням Суми — Рахів (через день).
Взимку зазвичай призначається регіональний поїзд «Буковельський експрес» № 809/810 Львів — Ясіня.
До 2022 року через станцію курсував нічний швидкий поїзд № 125/126 сполученням Миколаїв — Рахів.